# صلاحيات رئيس الولايات المتحدة
تشتمل صلاحيات رئيس الولايات المتحدة على تلك الصلاحيات الممنوحة صراحةً بموجب المادة الثانية من الدستور لرئيس الولايات المتحدة والصلاحيات الممنوحة بموجب قوانين الكونغرس والصلاحيات المضمنة، وأيضًا على قدر كبير من القوة الناعمة التي هي ملحق برئاسة الجمهورية.
يمنح الدستور الرئيس صراحة صلاحية التوقيع على التشريعات أو نقضها وقيادة القوات المسلحة وطلب رأي مكتوب من وزارتها وعقد الكونغرس أو حل جلسته، ومنح إرجاء الأحكام والعفو واستقبال السفراء. ينبغي على الرئيس الحرص على تنفيذ القوانين بأمانة ويمتلك الرئيس سلطة تعيين وعزل المسؤولين التنفيذيين. يجوز للرئيس إبرام المعاهدات التي يحتاج تمريرها ثلثي أعضاء مجلس الشيوخ، ويُمنح وظائف الشؤون الخارجية التي لم تُمنح للكونغرس أو غير مشتركة مع مجلس الشيوخ. وبالتالي، يمكن للرئيس التحكم في رسم السياسة الخارجية والتواصل معها ويمكنه توجيه السلك الدبلوماسي للأمة. يجوز للرئيس أيضًا تعيين قضاة المادة الثالثة وبعض الضباط بمشورة وموافقة مجلس الشيوخ الأمريكي. في حال العطلة البرلمانية لمجلس الشيوخ، يمكن للرئيس القيام بتعيين مؤقت.

## القائد العام للجيش

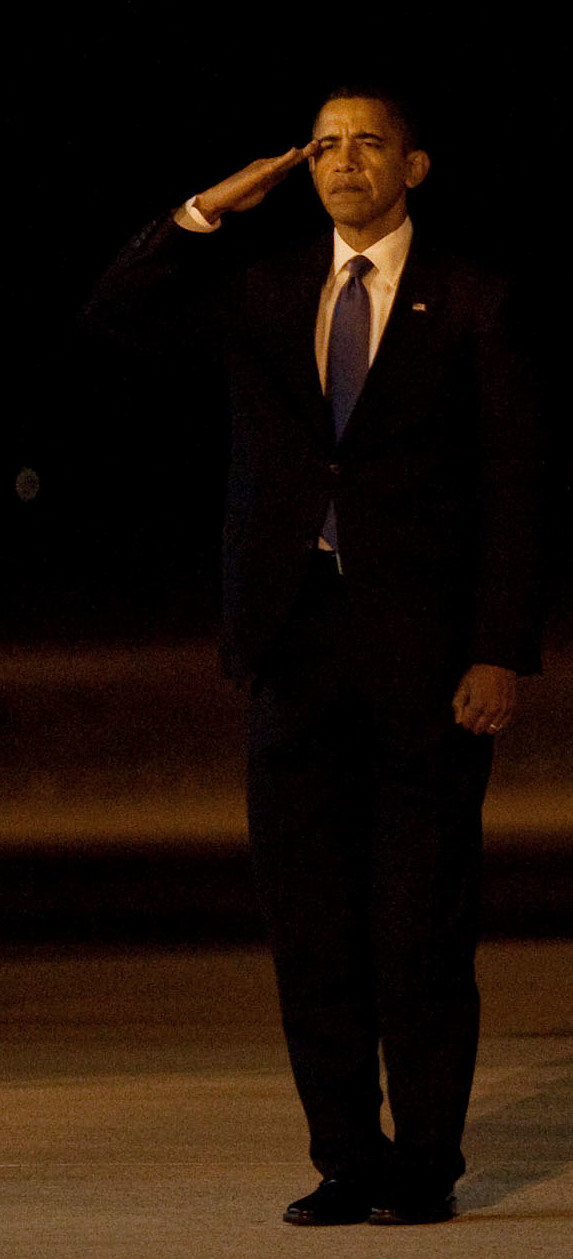
باراك أوباما والجنرالات يحيون الأفراد الأمريكيين الذين لقوا حتفهم في أفغانستان

رئيس الولايات المتحدة هو القائد العام للقوات المسلحة الأمريكية، وبالتالي يمارس القيادة العملياتية العليا على جميع القوات العسكرية الوطنية للولايات المتحدة. وبهذه الصفة، يتمتع الرئيس بصلاحية شن العمليات العسكرية وتوجيهها والإشراف عليها، أو الأمر أو الإذن بنشر القوات (في الدول الأجنبية) وإطلاق الأسلحة النووية من جانب واحد ورسم السياسة العسكرية مع وزارة الدفاع والأمن الداخلي. ومع ذلك، تبقى الصلاحية الدستورية على إعلان الحرب مناطة بالكونغرس فقط.
تنص المادة الثانية من دستور الولايات المتحدة صراحةً على أن الرئيس:
هو القائد العام للجيش والبحرية الأمريكية وميليشيات الولايات المتعددة عند استدعائها للخدمة الفعلية للولايات المتحدة.
تعود جذور الرتب الأمريكية إلى التقاليد العسكرية البريطانية، إذ يمتلك الرئيس صلاحية مطلقة، ولكن بدون رتبة، ويحتفظ بمكانة مدنية. قبل عام 1947، كان الرئيس هو القائد الوحيد المشترك بين الجيش (تحت حكم وزارة الحرب) والبحرية وسلاح مشاة البحرية (تحت حكم وزارة البحرية). أنشأ قانون الأمن القومي لعام 1947، وتعديلات عام 1949 على القانون نفسه، وزارة الدفاع وأصبحت الخدمات (الجيش والبحرية وسلاح مشاة البحرية والقوات الجوية) خاضعة ل«سلطة وتوجيه ورقابة» وزير الدفاع. يشكل الرئيس ووزير الدفاع مجتمعين هيئة القيادة الوطنية. فُوضت وزارة الدفاع بالقيادة العملياتية الحالية للقوات المسلحة وتمارَس هذه القيادة عادة من خلال وزيرها. يساعد رئيس هيئة الأركان المشتركة الأمريكية والقيادات المقاتلة الموحدة في العملية على النحو المبين في خطة القيادة الموحدة المعتمدة رئاسيًأ.
كانت الدرجة الدقيقة للسلطة التي يمنحها الدستور للرئيس بصفته قائدًا أعلى للجيش موضوع الكثير من الجدل عبر التاريخ الأمريكي، إذ منح الكونغرس في أوقات مختلفة الرئيس سلطة واسعة وحاول في أوقات أخرى تقييد هذه السطلة. ثمة إجماع واسع على أن الاجتماع الدستوري كان يرمي إلى أن يعلن الكونغرس الحرب وأن الرئيس هو من يوجه الحرب، قال أليكساندر هاميلتون إن الرئيس، على الرغم من افتقاره لصلاحية إعلان الحرب، سيمتلك صلاحية «توجيه الحرب عندما يأذن بها أو عند بدئها».
وفقًا لقرار صلاحيات الحرب لعام 1973، يجب على الكونغرس أن يأذن بأي عمليات نشر للقوات تدوم لأكثر من 60 يومًا، على الرغم من أن هذه العملية تعتمد على تفعيل آليات لم تستخدم مطلقًا، الأمر الذي يجعلها غير فعالة. بالإضافة إلى ذلك، يوفر الكونغرس فحصًا للصلاحية العسكرية الرئاسية من خلال سيطرته على الإنفاق العسكري والتنظيم. تاريخيًا بدأ الرؤساء عملية إعلان الحروب، إلا أن النقاد وجهوا تهمة أنه كانت هناك نزاعات كثيرة لم يحصل فيها الرؤساء على تصريحات رسمية، بما في ذلك تحرك ثويدور روزفلت العسكري في بنما في عام 1903 والحرب الكورية وحرب فيتنام وغزوات غرينادا عام 1983 وبنما عام 1989.
تفاوت حجم التفاصيل العسكرية التي تعامل معها الرئيس شخصيًا في زمن الحرب بشكل كبير. أسس جورج واشنطن، أول رئيس أمريكي، بحزم السيطرة المدنية على الجيش. في عام 1794، استخدم واشنطن صلاحياته الدستورية لحشد  12 ألف ميليشيا لسحق تمرد الويسكي – وهو صراع في غرب بنسلفانيا شارك فيه مزارعون مسلحون والمقطرون الذين رفضوا دفع ضريبة الإنتاج على المشروبات الروحية. وفقًا للمؤرخ جوزيف إليس، كانت هذه «المرة الأولى والوحيدة التي يقود فيها رئيس أمريكي في منصبه القوات في أرض المعركة»، على الرغم من أن جيمس ماديسون تولى لفترة وجيزة السيطرة على وحدات المدفعية للدفاع عن واشنطن العاصمة خلال حرب عام 1812.
شارك الرئيس أبراهام لينكولن بشكل كبير في تطوير الإستراتيجية والعمليات العسكرية اليومية أثناء الحرب الأهلية الأمريكية 1861-1865، وأشاد المؤرخون بالحس الاستراتيجي للينكولن وقدرته على اختيار القادة مثل أوليسيس إس. غرانت وتشجيعهم. من الناحية الأخرى، لم يولِ وودرو ويلسون سوى القليل من الاهتمام للتفاصيل العسكرية العملياتية للحرب العالمية الأولى ولم يكن له اتصال يذكر بوزارة الحرب أو مع الجنرال جون جاي. بيرشنيغ، الذي كان يتمتع بدرجة عالية من الاستقلالية كقائد للجيوش في فرنسا. بصفته رئيسًا خلال الحرب العالمية الثانية، عمل فرانكلين روزفلت عن كثب مع جنرالاته وأميرالاته، وعيّن الأدميرال ويليام دي ليهي «رئيس أركان للقائد العام». كان هاري إس. ترومان يؤمن بدرجة عالية من القيادة المدنية للجيش، واتخذ العديد من القرارات التكتيكية والسياسية استنادًا إلى توصيات مستشاريه – بما في ذلك قرار استخدام الأسلحة الذرية على اليابان وإلزام القوات الأمريكية في الحرب الكورية وإقالة دوغلاس ماك آرثر من قيادته. احتفظ ليندون بي. جونسون برقابة شخصية صارمة للغاية على العمليات خلال حرب فيتنام والتي انتقدها بعض المؤرخين بشدة.
شهد الغزو العراقي للكويت عام 1990 وحرب الخليج التي تلته عام 1991 حشد جورج بوش الأب لواحد من أكبر التحالفات العسكرية للدول في العصر الحديث وقيادته. في مواجهة قضية دستورية رئيسية تتعلق بالتشريعات الغامضة التي تركت الحروب في كوريا وفيتنام دون تصريحات رسمية للحرب، سرعان ما سمح الكونغرس بصلاحيات كاسحة لشن الحرب لبوش. حققت قيادة جورج دبليو بوش خلال حرب أفغانستان والعراق نتائج مختلطة. في أعقاب هجمات 11 سبتمبر من قبل تنظيم القاعدة والحرب اللاحقة على الإرهاب التي أعقبت ذلك، وغزو العراق عام 2003 بسبب رعاية العراق المزعومة للإرهاب وامتلاكه أسلحة الدمار الشامل، تحدّت السرعة التي أطيح فيها بطالبان وحكومات حزب البعث في كل من كابول وبغداد بفعل التفوق الساحق للقوات الأمريكية وقوات التحالف توقعات العديد من الخبراء العسكريين. ومع ذلك، فإن التخطيط والاستراتيجية غير الكافية لما بعد الحرب من قبل بوش ومستشاريه لإعادة بناء تلك الدول كانت مكلفة.
خلال القرن العشرين، أصبح يُطلق على بعض قادة المناطق لقب القائد الأعلى للقوات المسلحة. بحلول عام 2011، كان هناك تسعة قادة مقاتلين، ستة منهم بمسؤوليات إقليمية وثلاثة بمسؤوليات وظيفية. قبل عام 2002، كان يُشار إلى قادة المقاتلين في الاستخدام اليومي بصفتهم قادة أركان (على سبيل المثال «القائد العام، القيادة المركزية الأمريكية»)، على الرغم من أن المناصب صُنّفت في الواقع بموجب القانون على أنها «قائد مقاتل».
في 24 أكتوبر 2002، أعلن وزير الدفاع دونالد رامسفيلد قراره بأن استخدام القائد الأعلى للقوات المسلحة سيقتصر بعد ذلك على الرئيس فقط.